# Victor Yngve
Victor Yngve (n. 5 iulie 1920 – d. 15 ianuarie 2012) a fost un reputat lingvist american.